# Hypnologie
 (septembre 2023).
Si vous disposez d'ouvrages ou d'articles de référence ou si vous connaissez des sites web de qualité traitant du thème abordé ici, merci de compléter l'article en donnant les références utiles à sa vérifiabilité et en les liant à la section « Notes et références ».
Hypnologie est le secteur recherche des méthodes d'induction à l'hypnose. 
Le terme dérivé somnologie est la médecine du sommeil et de l'éveil.

## Historique
L'intérêt pour le sommeil et ses mystères remonte à l'Antiquité. Les anciennes civilisations, telles que les Égyptiens et les Grecs, avaient déjà des notions sur le rêve et le sommeil. Au fil des siècles, avec l'avènement de la science médicale, l'étude du sommeil est devenue plus structurée, conduisant à la naissance de l'hypnologie comme discipline à part entière.

## Hypnologie
Le terme "hypnologie" est créé en 1978 par Erich Lancaster précurseur de la régression mémorielle enfance petite enfance sous hypnose. Ses investigations sont relatifs a écarter les faux souvenirs induits et aux projections imaginaires des patients souvent remarqués dans les protocoles métaphoriques au travers de la plupart des pratiques reconnues[réf. nécessaire].

## Somnologie
La somnologie est la médecine du sommeil et de l'éveil, spécialisée dans le diagnostic et le traitement des troubles de la vigilance (somnolence excessive) et du sommeil (insomnies, parasomnies).

### Somnologue
Le somnologue est le chercheur qui étudie le sommeil. L’hypniatre est le médecin spécialiste du sommeil. Le diagnostic et le traitement de l'insomnie est orienté sur une démarche cognitive et comportementale visant à en identifier le mécanisme.
Le somnologue peut exercer dans la médecine publique ou privée (médecine libérale où ses consultations sont souvent 3 à 4 fois plus longues que celles d'un généraliste).

### Diagnostics
En cas de troubles respiratoires nocturnes de type apnée du sommeil ou d'hypopnée (obstructives ou non), le somnologue recherche le mécanisme physiopathologique responsable des apnées/hypopnées (cause uniquement anatomique ou « instabilité du contrôle respiratoire central » (« loop gain » élevé), problème de seuil d’éveil abaissé ou de contrôle des muscles pharyngés...).
En cas de somnambulisme, phénomène où l'individu réalise des actions inconscientes durant son sommeil, le somnologue explore les mécanismes sous-jacents déclenchant ces épisodes. Il évalue si les causes sont principalement liées à des facteurs psychologiques, tels que le stress ou l'anxiété, ou à des perturbations dans les cycles de sommeil. Les thérapies recommandées peuvent varier, allant de la relaxation et la méditation à des approches plus spécialisées comme l'hypnothérapie ou la thérapie cognitivo-comportementale.
La plupart des spécialistes exercent au sein de structures hospitalières où il est possible de pratiquer un enregistrement polysomnographique du sommeil, dans un « lit de sommeil ». La polysomnographie est indiqué dans troubles de la vigilance (somnolence diurne excessive). Le dépistage des troubles respiratoires du sommeil (apnée du sommeil) est réalisable à domicile à l'aide d'un enregistrement polygraphique simple.

### Traitements
« L’association fréquente du SAHOS (syndrome d’apnée-hypopnée obstructive du sommeil) et de différentes pathologies métaboliques et le haut risque cardiovasculaire ainsi induit est à prendre en compte dans la prise en charge thérapeutique et le jugement de la réponse aux traitements instaurés. Par une action sur l’ensemble des composantes pathologiques en cause chez ces patients présentant un SAHOS, une prise en charge combinée pourra ainsi permettre un effet bénéfique optimal ».
L'autogestion du sommeil par une bonne connaissance des règles de chronobiologie permet une meilleure adaptation aux rythmes imposés (travail de nuit, jet-lag).